# Sản phẩm phân rã

Chuỗi phóng xạ từ ^{212}Pb tới ^{208}Pb với các sản phẩm trung gian: Hạt beta, ^{212}Bi, ^{208}Tl, ^{212}Po, hạt alpha

Trong vật lý hạt nhân, sản phẩm phân rã  là các hạt nuclide sót lại từ quá trình phóng xạ. Thông thường phân rã phóng xã xảy ra theo chuỗi gồm nhiều bước nhỏ. Ví dụ, 238U phân rã thành 234Th, rồi 234Th lại phân rã tiếp thành 234mPa và quá trình cứ thế tiếp tục cho đến khi đạt sản phẩm ổn định cuối cùng là 206Pb:
{\displaystyle {\ce {^{238}U->\overbrace {\underbrace {^{234}Th} _{daughter~of~^{238}U}->\underbrace {^{234\!m}Pa} _{granddaughter~of~^{238}U}->\cdots ->{^{206}Pb}} ^{Decay~product~of~^{238}U}}}}
Trong đó:
- 234Th, 234mPa,…,206Pb là các sản phẩm phân rã của 238U.
- 234Th là sản phẩm phân rã trực tiếp của 238U.
- 234mPa (234 metastable) là sản phẩm phân rã tiếp theo của 238U.[1]

Sản phẩm phân rã là rất quan trọng trong việc nghiên cứu phóng xạ và quản lý chất thải phóng xạ.
Các nguyên tố phóng xạ có số nguyên tử lớn hơn chì thường cho ra kết quả phóng xạ là các đồng vị của Tali hoặc chì